# Anabacerthia striaticollis
Az Anabacerthia striaticollis a madarak (Aves) osztályának verébalakúak (Passeriformes) rendjébe és a fazekasmadár-félék (Furnariidae) családjába tartozó faj.

## Rendszerezése
A fajt Frédéric de Lafresnaye francia ornitológus írta le 1840-ben.

## Alfajai
- Anabacerthia striaticollis anxia (Bangs, 1902)
- Anabacerthia striaticollis montana (Tschudi, 1844)
- Anabacerthia striaticollis perijana Phelps & W. H. Phelps Jr, 1952
- Anabacerthia striaticollis striaticollis Lafresnaye, 1841
- Anabacerthia striaticollis venezuelana (Hellmayr, 1911)
- Anabacerthia striaticollis yungae (Chapman, 1923)[2]

## Előfordulása
Bolívia, Ecuador, Kolumbia, Peru és Venezuela területén honos. Természetes élőhelyei a szubtrópusi vagy trópusi hegyi esőerdők.

## Megjelenése
Testhossza 16–17 centiméter, testtömege 22–28 gramm.

## Életmódja
Ízeltlábúakkal táplálkozik.

## Természetvédelmi helyzete
Az elterjedési területe rendkívül nagy, egyedszáma pedig stabil. A Természetvédelmi Világszövetség Vörös listáján nem fenyegetett fajként szerepel.